# 京阪バスシステムズ
株式会社京阪バスシステムズ（けいはんバスシステムズ）は、かつて存在した京阪バスグループを統括する持株会社（中間持株会社）。本社:大阪市。

## 概要
2004年4月1日、京阪バスならびに京阪宇治交通（現存せず）が株式移転により設立。京阪電気鉄道の完全子会社であったが、2009年10月1日に、親会社の京阪電気鉄道と合併した。
2005年に京阪京都交通が加入し、同年に京栄写真がいったん会社解散の上で有限会社で再発足する際に京阪バスの傘下を離れた上で脱退、2006年4月1日に京阪宇治交通と京阪宇治交通田辺は京阪バスに吸収合併され、同年6月1日には京阪宇治交サービスも解散により傘下から消滅した。
2009年8月25日、同年10月1日をもって京阪電気鉄道に吸収合併となることが発表された。同年10月1日付で、京阪電気鉄道と合併したことで、会社は解散となった。

## 参加企業
解散までの参加会社は下記の通りである。

### 初年度より解散まで参加
- 京阪バス
- 京阪シティバス
- 京都バス
- 江若交通
- ケービー・エンタープライズ
- 京阪バスサービス
- 京阪宇治バス
- ザ・コジャック
- ケーテー自動車工業

その他

### 途中より解散まで参加
- 京阪京都交通（2005年4月1日より参加）

### 解散前に脱退・消滅
- 京栄写真（2005年7月1日脱退）
- 京阪宇治交通（2006年4月1日消滅 京阪バスと合併し会社解散のため）
- 京阪宇治交通田辺（同上）
- 京阪宇治交サービス（2006年6月1日消滅 会社解散のため）